# Vera Siöcrona
Vera Margareta Helena Siöcrona, född 3 juni 1914 i Helsingborg, död 15 januari 2003 i Malmköping, var en svensk författare och journalist. Hon var känd som frontfigur i Hembygdsföreningen Gamla stan i Stockholm. Hon var sondotter till överste Aron Siöcrona.

## Biografi

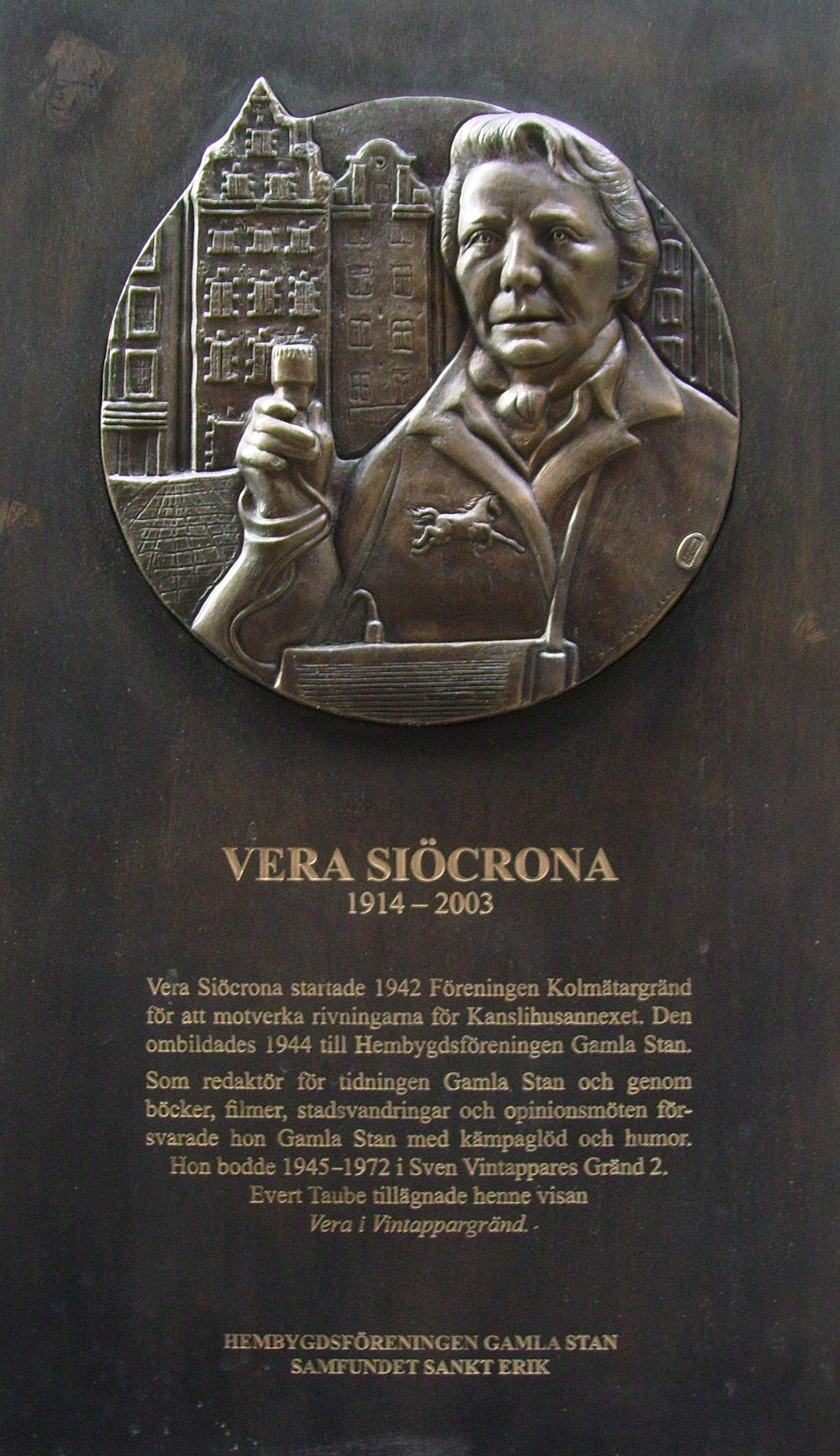
Plakett över Vera Siöcrona.

Vera Siöcrona var dotter till överste Jan Siöcrona och Dagmar, född Ridderstad, och växte upp i Villa Solhäll i stadsdelen Tågaborg i Helsingborg. När hon var sju år gammal fick fadern en tjänst i Stockholm och familjen flyttade därför dit. Vera Siöcrona arbetade som djurskötare på Skansen, for till USA och vandrade i Sydamerika, Asien och Afrika. Hon medverkade i filmen Hotell Kåkbrinken 1946 och Sjösalavår 1949. 
Siöcrona var dock mest känd som frontfigur i Gamla stans hembygdsförening. År 1942 startade hon Föreningen Kolmätargränd (uppkallad efter Kolmätargränd) som förgäves försökte förhindra rivningarna inför bygget av Kanslihusannexet. År 1944 ombildades föreningen till Hembygdsföreningen Gamla Stan, där hon var sekreterare. Hon utgav ett antal böcker om Gamla stan och var chefredaktör för tidningen Gamla stan. Hon var även medförfattare till jubileumsskriften Boken om Gamla stan som utgavs i samband med Stockholms 700-årsjubileum. Hennes kamp för Gamla stans bevarande förärades 1975 Samfundet S:t Eriks belöningsplakett.
Mellan åren 1945 och 1972 bodde hon på Sven Vintappares gränd 2. Evert Taubes visa om Vera i Vintappargränd handlar om Vera Siöcrona. Stadsbyggnadsnämnden i Stockholm beslutade den 22 november 2017 på brorsonen Joachim Siöcronas förslag att döpa om Sven Vintappares torg till Vera Siöcronas torg. Den 28 april 2018 invigdes torget av Hembygdsföreningen Gamla stan.

## Filmografi
- 1946 – Hotell Kåkbrinken
- 1949 – Sjösalavår